# S. J. Rozan
Shira Judith Rozan (* 1950 in der Bronx, New York) ist eine US-amerikanische Kriminalschriftstellerin. Ihre Romane spielen in New York, wichtigste Protagonisten sind die Privatdetektive 'Lydia Chin' und 'Bill Smith'.
S. J. Rozan ist Mitglied des National Boards of Mystery Writers of America (MWA),  der Sisters in Crime und war Präsidentin der Private Eye Writers of America (PWA). Sie lebt derzeit im New Yorker Stadtteil Lower Manhattan. Von Rozan wurde bisher (2012) nur ihr erster Roman ins Deutsche übersetzt (China Trade. KBV, Köln 2001).

## Auszeichnungen
- 1996 Shamus Award (Kategorie Best P.I. Hardcover Novel) für Concourse
- 1998 Anthony Award (Kategorie Best Mystery Novel) für No Colder Place[1]
- 2002 Edgar Allan Poe Award (Kategorie Best Short Story) für Double-Crossing Delancy[2]
- 2002 Shamus Award (Kategorie Best P.I. Hardcover Novel) für Reflecting the Sky[3]
- 2003 Edgar Allan Poe Award (Kategorie Best Novel) für Winter and Night[4]
- 2003 Nero Wolfe Award als bester Roman für Winter and Night
- 2003 Macavity Award (Kategorie Best Mystery Novel) für Winter and Night
- 2008 'Notable Book of the Year Award' der New Atlantic Independent Booksellers Association (NAIBA) für die Anthologie Bronx Noir
- 2009 Maltese Falcon Award (Japan) für Winter and Night
- 2012 Dilys Award für Ghost Hero

## Werke

### Lydia/Bill-Serie
- 1994 China Trade (dt. China Trade. KBV, Köln 2001)
- 1995 Mandarin Plaid
- 1995 Concourse
- 1997 No Colder Place
- 1998 A Bitter Feast
- 1999 Stone Quarry[5]
- 2001 Reflecting the Sky[6]
- 2003 Winter and Night
- 2009 The Shanghai Moon[7]
- 2010 On the Line
- 2011 Ghost Hero

### Einzelwerke
- 2004 Absent Friends[8]
- 2007 In This Rain[9]

### Anthologien als Herausgeberin
- 2007 Bronx Noir
- 2009 A Tale About a Tiger
- 2010 The Dark End of the Street[10]
- 2011 Building